# Мустамяэ (микрорайон)
Му́стамяэ (эст. Mustamäe — «Чёрная гора») — микрорайон в одноимённом районе Мустамяэ города Таллина, столицы Эстонии.  

## География
Расположен в западной части Таллина. Площадь микрорайона — 4,41 км². Плотность населения на 1 января 2023 года — 10972,3 чел/км².

## Улицы
В микрорайоне Мустамяэ проходят улицы: Акадеэмия, Эдуарда Вильде, Кадака, Кескузе, Лепатрийну, Мустамяэ, Мяннилийва, Рая, Ретке, Юхана Сютисте, бульвар Сыпрузе, улицы А. Х. Таммсааре, Тервизе, Херилазе, Эхитаяте и Юлиыпиласте. 

## Население
| Численность населения микрорайона Мустамяэ на 1 января по данным Регистра народонаселения | Численность населения микрорайона Мустамяэ на 1 января по данным Регистра народонаселения | Численность населения микрорайона Мустамяэ на 1 января по данным Регистра народонаселения | Численность населения микрорайона Мустамяэ на 1 января по данным Регистра народонаселения | Численность населения микрорайона Мустамяэ на 1 января по данным Регистра народонаселения | Численность населения микрорайона Мустамяэ на 1 января по данным Регистра народонаселения | Численность населения микрорайона Мустамяэ на 1 января по данным Регистра народонаселения | Численность населения микрорайона Мустамяэ на 1 января по данным Регистра народонаселения |
| 2008                                                                                      | 2010                                                                                      | 2011                                                                                      | 2012                                                                                      | 2013                                                                                      | 2014                                                                                      | 2015                                                                                      | 2016                                                                                      |
| ----------------------------------------------------------------------------------------- | ----------------------------------------------------------------------------------------- | ----------------------------------------------------------------------------------------- | ----------------------------------------------------------------------------------------- | ----------------------------------------------------------------------------------------- | ----------------------------------------------------------------------------------------- | ----------------------------------------------------------------------------------------- | ----------------------------------------------------------------------------------------- |
| 50 030                                                                                    | ↘49 834                                                                                   | ↘49 654                                                                                   | ↘49 021                                                                                   | ↗49 303                                                                                   | ↗50 497                                                                                   | ↗50 688                                                                                   | ↗51 315                                                                                   |
| 2017                                                                                      | 2018                                                                                      | 2019                                                                                      | 2020                                                                                      | 2021                                                                                      | 2022                                                                                      | 2023                                                                                      |                                                                                           |
| ↘51 293                                                                                   | ↗51 417                                                                                   | ↘49 646                                                                                   | ↘49 261                                                                                   | ↘48 781                                                                                   | ↘48 085                                                                                   | ↗48 388                                                                                   |                                                                                           |

## История
Авторами проекта микрорайона, разработанного в 1957—1972 годах, были эстонские архитекторы В. Типпель, Л. Петтай, Т. Каллас, инженер А. Прахм, консультант Х. Арман. Первые панельные жилые дома были возведены в 1964 году. Первое 16-этажное здание было построено в конце 1974 года и в то время было самым высоким жилым домом Таллина.
Самым известным учреждением микрорайона Мустамяэ является Северо-Эстонская Региональная больница, основанная созданная в 2001 году в результате слияния нескольких больниц. Это крупнейшее лечебное учреждение в Эстонии. Другим важным учреждением микрорайона является Таллинский технический университет, основанный в 1918 году. Университет в разное время располагался в разных местах, в 1960-е годы переехал в Мустамяэ и носил название Таллинский политехнический институт. Его главный корпус и учебные корпуса были построены в 1964–1968 годах, библиотека и спортивный зал — в 1972–1974 годах. Новое здание библиотеки ТТУ, архитектурное решение и дизайн интерьера которого получили государственную награду в области культуры, было построено в 2009 году.

## Предприятия, учреждения, парки
- Управа части города Мустамяэ, улица Э. Вильде 118;

- детские сады: Allika, Delfiin, Kadaka, Kiikhobu, Kikas, Lepistiku, Männi, Pallipõnn, Rõõmupesa, Sinilind, Tammetõru, Tähekese, Vesiroos;
- учреждения образования: Таллинский технический университет, Таллинская экономическая школа, Таллинская Мустамяэская гимназия (бывшая 44-я средняя школа), Таллинская Мустамяэская гуманитарная гимназия (бывшая 52-я средняя школа), Таллинская гимназия Арте (бывшая 49-я средняя школа), Таллинская немецкая гимназия, Таллинская техническая гимназия, 53-я средняя школа, Таллинская основная школа Кадака;
- Таллинский детский дом, отделение для младенцев и детей с недостатками, бульвар Сыпрузе 248;
- учреждения досуга и культуры: Мустамяэский культурный центр «Кая», Молодёжный центр Мустамяэ,  спа-центр «Mustamäe Elamus SPA», библиотека Männi, библиотека Kännukukke;
- медицинские учреждения: Северо-Эстонская Региональная больница[эст.], Таллинская детская больница, Мустамяэская поликлиника;
- торговый центр «Magistral», бульвар Сыпрузе 201/203;
- парк Мянни, парк Лепистику, лесопарк Кадака.

## Общественный транспорт
В микрорайоне курсируют городские автобусы маршрутов № 9, 10, 11, 12, 13, 20, 20А, 24, 27, 28, 33, 36, 37, 61, 67, 72, а также ночной автобус № 91. До закрытия в 2024 году троллейбусного сообщения здесь ходили троллейбусы № 1, 3, 4 и 5 (до 2 мая 2017 года также работал троллейбусный маршрут № 9). Через микрорайон пролегают маршруты междугородних автобусов № 107, 124, 124А и 163.

## Галерея
- Микрорайон Мустамяэ
- Бульвар Сыпрузе
- Кинотеатр «Apollo Kino»
- Улица А. Х. Таммсааре
- Реновированный жилой дом на улице Акадеэмия
- Бульвар Сыпрузе, дом 235